# Кітахіросіма (Хоккайдо)

43°03′ пн. ш. 141°21′ сх. д. / 43.050° пн. ш. 141.350° сх. д.
Кіта́-Хіросі́ма (яп. 北広島市, きたひろしまし, МФА: [ki̥ta çiɾoɕima ɕi̥]) — місто в Японії, в окрузі Ісікарі префектури Хоккайдо.

## Короткі відомості
Розташоване в центральній частині префектури. Засноване 1996 року шляхом надання статусу міста містечку Хіросіма. Виконує функцію спального району Саппоро. Освітній центр. Станом на 1 жовтня 2008 року площа міста становила 118,54 км². Станом на 31 березня 2017 населення міста становило 58 960 осіб.